# Petr Pan (film, 1953)
Petr Pan, anglicky Peter Pan je americký animovaný dobrodružný fantasy film z roku 1953 (premiéra 5. února 1953), který vychází z původní divadelní hry J. M. Barrieho o Petru Panovi z roku 1904 i jeho pozdější knižní předlohy novely Petr a Wendy z roku 1911. Jde celkově o 14. snímek z tzv. animované klasiky Walta Disneye.
Tehdejším distributorem snímku byla společnost RKO Pictures, neboť Disneyova distribuční společnost Buena Vista Distribution Company vznikla v roce 1953 až po premiéře tohoto snímku.
Režii snímku provedli Clyde Geronimi, Hamilton Luske a Wilfred Jackson podle scénáře, který vytvořili Ted Sears, Ralph Wright, Bill Peet a Erdman Penner. Hudbu k filmu složil britský hudební skladatel Oliver Wallace. Hrají resp. mluví Bobby Driscoll, Heather Angel, June Foray, Tom Conway a Hans Conried.
Snímek vypráví o velkém dobrodružství, které zažijí tři londýnské děti-sourozenci, dva malí chlapci John a Michael společně s jejich starší sestrou Wendy ve fiktivní Zemi Nezemi, kam je dopraví Petr Pan se svojí pomocnicí vílou Zvonilkou (Zvoněnkou).
Snímek byl v roce 1953 předváděn na Filmovém festivalu v Cannes. V roce 2002 pak na tento film navázalo jeho volné pokračování Petr Pan: Návrat do Země Nezemě. V postavě víly Zvonilky pak na něj
volně navazuje také animovaná série Zvonilka, která vznikla v roce 2008 natočením
snímku Zvonilka (všechny následné snímky pak převzaly téměř přesně původní grafickou podobu Zvonilčiny postavy).
Zvonilka ale v tomto původním provedení nemluví, jde o "němou" postavu, všechny emoce zde vyjadřuje pouze pohyby resp. gesty.
Původně měl Walt Disney úmysl natočit tento film jako druhý ihned po Sněhurce a sedmi trpaslících, neboť se jednalo o jeho oblíbený námět, nicméně práce na 4 roky zbrzdila koupě autorských práv, které autor původního námětu odkázal londýnské nemocnici Great Ormond Street Hospital. První přípravné práce začaly již v roce 1935, ale hlavní činnost se rozběhla až na samém konci 30. let a pokračovala pak ve 40. letech 20. století, kdy postupně vznikaly jednotlivé verze scénáře a byly navrhovány a vyvíjeny jednotlivé postavy.

## Zvonilka
V době vzniku filmu se diskutovalo o tom, že jako předloha pro Zvonilčinu postavu posloužila Marilyn Monroe, nebylo to ale pravda, jako předloha k postavě víly Zvonilky tehdy posloužila herečka a moderátorka Margaret Kerry
. Vzhledem k tomu, že víla Zvonilka ve filmu nemluví, šlo zde především o její podobu, pohyby a gestikulaci.

## Tvůrčí štáb
- Vybravit podle: Technicolor
- S hlasovými talenty z: Bobby Driscoll, Kathryn Beaumont, Hans Conried, Paul Collins, Heather Angel
- Zvuková režie: C.O. Slyfield
- Záznam zvuku: Robert O. Cook, Harold J. Steck
- Střih: Don Halliday
- Hudební úpravy: Al Teeter
- Speciální procesy: Ub Iwerks
- Hudba: Oliver Wallace
- Písně: Sammy Fain, Samy Cahn, Oliver Wallace, Frank Churchill, Erdman Penner, Winston Hibler, Ted Sears
- Orchestrace: Edward Plumb
- Vokalní opatření: Jud Conlon
- Scénář: Ted Sears, Erdman Penner, Bill Peet, Winston Hibler, Joe Rinaldi, Milt Banta, Ralph Wright, Bill Cottrell
- Rozlození: Charles Philippi, McLaren Stewart, Tom Codrick, A. Kendall O'Connor, Hugh Hennesy, Ken Anderson, Don Griffith, Al Zinnen, Thor Putnam, Lance Nolley
- Barvy a styl: Mary Blair, John Hench, Claude Coats, Don da Gradi
- Pozadí: Ralph Hulett, Ray Huffine, Art Riley, Thelma Witmer, Al Dempster, Dick Anthony, Eyvind Earle, Brice Mack, Art Landy
- Režii animátorů: Eric Larson, Milt Kahl, Frank Thomas, John Lounsbery, Wolfgang Reitherman, Ward Kimball, Ollie Johnston, Marc Davis, Les Clark, Norm Ferguson
- Animátoři: Hal King, Cliff Nordberg, Fred Moore, Bob Carlson, Hal Ambro, Harvey Toombs, Ken O'Brien, Don Lusk, Bill Justice, Judge Whitaker, Marvin Woodward, Jerry Hathcock, Hugh Fraser, Art Stevens, Eric Cleworth, Clair Weeks
- Efekty animátorů: George Rowley, Joshua Meador, Dan Mac Manus, Blaine Gibson
- Režie: Hamilton Luske, Clyde Geronimi, Wilfred Jackson
- Výroba: RKO Radio Pictures, Inc.
- Uvádí: Walt Disney